# Stadil Fjord
Stadil Fjord er trods navnet en ferskvandssø  på 1.713 ha, (Geodatastyrelsen angiver dog søens areal til 1.623 ha baseret på nyere data,[kilde mangler] hvilket aktuelt gør den til Jyllands næststørste, efter  Mossø). Søen er beliggende 5 km nordvest for Ringkøbing, 1½ km fra Vesterhavet og 3 km nord for Søndervig. Det er en lavvandet næringsrig sø med en største dybde på kun  2,5 m. I den sydøstlige del ligger øen Hindø på ca. 80 ha, der er forbundet med fastlandet mod øst ved en lav bro. Der er offentlig adgang til Hindø efter en frivillig fredning i 1991.
Stadil Fjord, Ringkøbing Fjord og Vest Stadil Fjord udgjorde oprindeligt et stort sammenhængende område, men efter afvandinger er forbindelsen mellem fjordene  begrænset til en smal kanal fra Vest Stadil Fjord til Stadil Fjord og dennes afløb Vonå, der løber til Ringkøbing Fjord. Stadil Fjord modtager desuden vand fra Madum Å, Tim Å, Sund Å, Hover Å og nogle bække. I begyndelsen af 1990'erne fik fjorden tilført store mængder kvælstof og fosfor, hvilket medførte en dårlig vandkvalitet. Dette er imidlertid rettet op, så Stadil Fjord i dag er blandt Danmarks reneste søer.

## Naturbeskyttelse
Stadil Fjord er sammen med Vest Stadil Fjord udpeget til Ramsarområde – et beskyttet vådområde af international betydning. Det er også EF-fuglebeskyttelsesområde og en del af Natura 2000- område nr. 66 Stadil Fjord og Vest Stadil Fjord. Få kilometer mod syd ligger Ringkøbing Fjord, der også er Ramsarområde.